# 約翰·F·提爾尼
約翰·F·提爾尼（英語：John F. Tierney；1951年9月18日—）是美国的一位政治人物。約翰·F·提爾尼在1997年至2015年擔任馬薩諸塞州第6選區的美國眾議院議員。他的黨籍是民主黨。他是一位自由派議員。提爾尼在2014年未獲得民主黨內國會議員競選提名。